# Virgin Books
Virgin Books es una compañía editora de libros del Reino Unido, posee un 90% del grupo editorial, mientras que  Random Houseleatoria tiene el 10% restante. La marca es propiedad del Virgin Group, aunque originalmente fue creada por Richard Branson.

## W. H. Allen Ltd trabajos de dominio público
- John Thompson Platts (1874). John Thompson Platts (1874). A grammar of the Hindūstānī or Urdū language. Volume 6423 of Harvard College Library preservation microfilm program. LONDON: W.H. Allen. p. 399. Consultado el 6 de julio de 2011.  Oxford Universidad
- John Thompson Platts (1892). John Thompson Platts (1892). A grammar of the Hindūstānī or Urdū language. LONDON: W.H. Allen. p. 399. Consultado el 6 de julio de 2011.  La Nueva York Biblioteca Pública
- The Asiatic Journal and Monthly Register for British and Foreign India, China, and Australasia XXVI. Wm. H. Allen and Co. May–August 1838. Consultado el 24 de abril de 2014.
- East India Company (1832). The Asiatic Journal and Monthly Miscellany, Volume 8. Wm. H. Allen & Company. Consultado el 30 de diciembre de 2012.
- The Asiatic Journal and Monthly Miscellany, Volume 26. Wm. H. Allen & Company. 1838. Consultado el 24 de abril de 2014.
- Asiatic Journal and Monthly Miscellany. Wm. H. Allen & Company. 1839. Consultado el 24 de abril de 2014.
- The Asiatic journal and monthly register for British and foreign India, China and Australasia, Volume 29. Allen. 1839. Consultado el 24 de abril de 2014.
- The Asiatic Journal and Monthly Miscellany, Volume 9. Wm. H. Allen & Company. 1882. Consultado el 24 de abril de 2014.
- Asiatic Journal, Volume 9. Parbury, Allen, and Company. 1832. Consultado el 24 de abril de 2014.